# Złota Gwiazda Bohatera Pracy (NRD)
Złota Gwiazda Bohatera Pracy (niem. Goldener Stern „Held der Arbeit”) – wysokie odznaczenie NRD, nadawane wraz z tytułem honorowym „Bohatera Pracy” (Held der Arbeit) w latach 1950–1990. 

## Historia
Tytuł „Bohatera Pracy” był jednym z najwcześniejszych wyróżnień NRD, ustanowiony jeszcze przed Orderem Karla Marksa i innymi odznaczeniami. Wraz z tytułem otrzymywało się odznakę i premię pieniężną w wysokości do 10 000 marek. Tytuł nadawany był za „wybitne czyny przy budowie socjalizmu w gospodarce narodowej”. Przewidywano najwyżej 50 corocznych nadań. W okresie istnienia NRD nadano około 3700 tytułów Bohatera Pracy.

## Oznaka
Przez pierwsze trzy lata oznaką był okrągły srebrny medal, na awersie ozdobiony godłem państwowym NRD oraz napisem „Held der Arbeit” otoczonym dwiema gałązkami laurowymi, na rewersie z napisem "Deutsche Demokratische Republik" otaczającym wizerunek gołębia pokoju. Medal noszony był na białej wstążce z czarno-czerwono-żółtymi bordiurami, barwami flagi niemieckiej. W roku 1953 wprowadzono zamiast medalu nadawaną do końca istnienia NRD złotą pięcioramienną gwiazdę z młotem, cyrklem i kłosami zboża na awersie, otoczonymi wieńcem laurowym, oraz z napisem HELD DER ARBEIT na rewersie. Gwiazdę noszono po lewej stronie piersi na czerwonej baretce. Baretka mogła być noszona również bez odznaczenia, była wówczas ozdobiona jego miniaturką.

## Odznaczeni
Do grona wyróżnionych Złotą Gwiazdą Bohatera Pracy należeli m.in.:
- Friedrich Dickel
- Erich Honecker
- Margot Honecker (dwukrotnie)
- Heinz Keßler
- Erich Mielke (dwukrotnie)
- Willi Stoph (trzykrotnie)
- Walter Ulbricht (trzykrotnie)
- Markus Wolf